# Автомобільна промисловість в Кенії
Автомобільна промисловість Кенії — галузь економіки Кенії.

## Історія

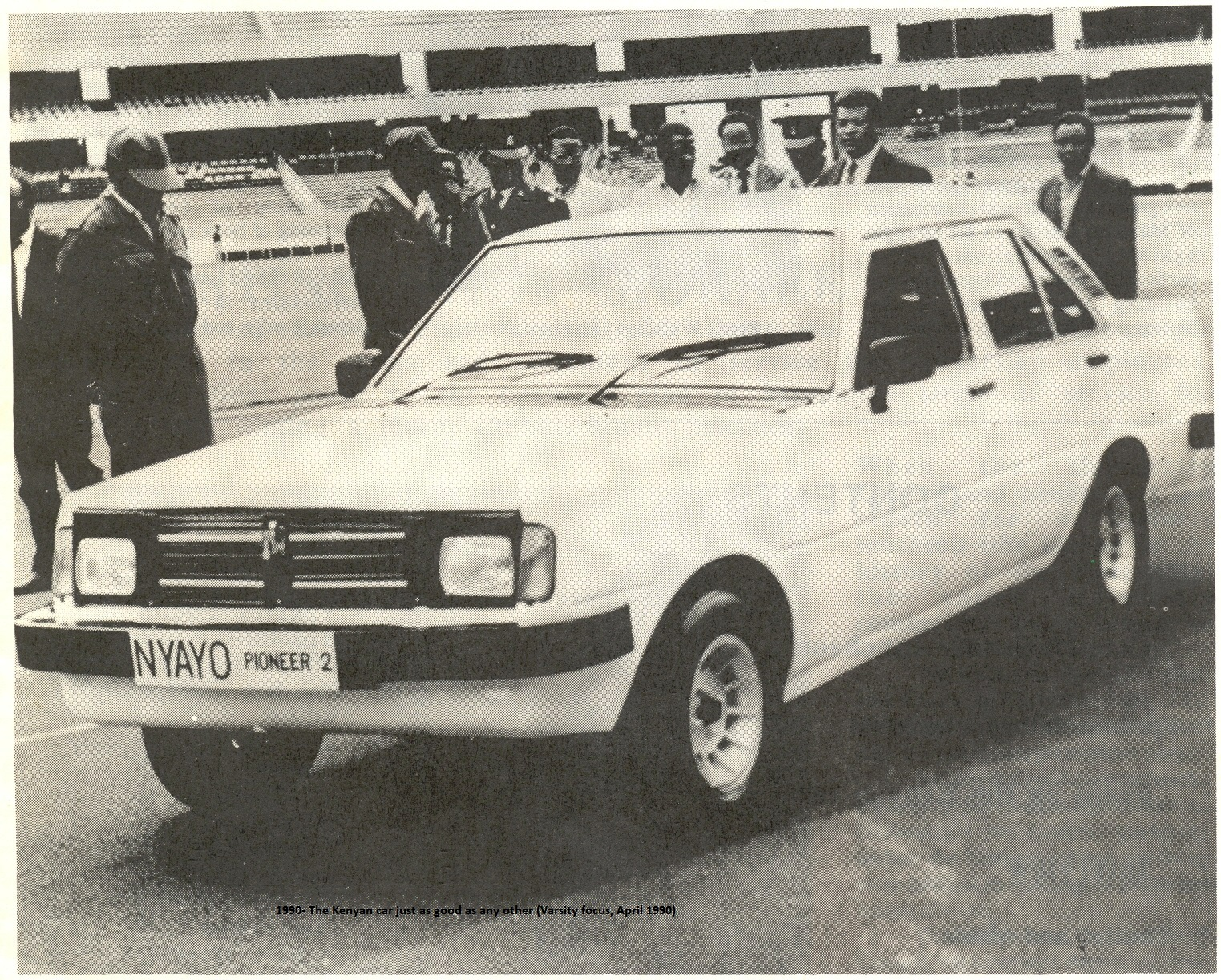
Nyayo Pioneer (1990)

- 1960-ті роки — Volkswagen складає модель Beetle ("Жук") в Кенії.[1]
- 1976 — Перший складений в Кенії автомобіль компанією Kenya Vehicle Manufacturers
- 1977 — Перший складений автомобіль компанією Associated Vehicle Assemblers Ltd.
- 1986 — Nyayo, перший автомобіль в Кенії побудований. Автомобіль досягав швидкості у 120 км/год.
- 2009 — Mobius Motors заснована Джоелом Джексоном.
- 2013 — 52,3% нових автомобілів, проданих в Кенії складаються в Кенії.[2]
- 2016 — Volkswagen починає складання Polo Vivo в Кенії у співпраці з DT Dobie.[3]

## Сучасний стан та виробники

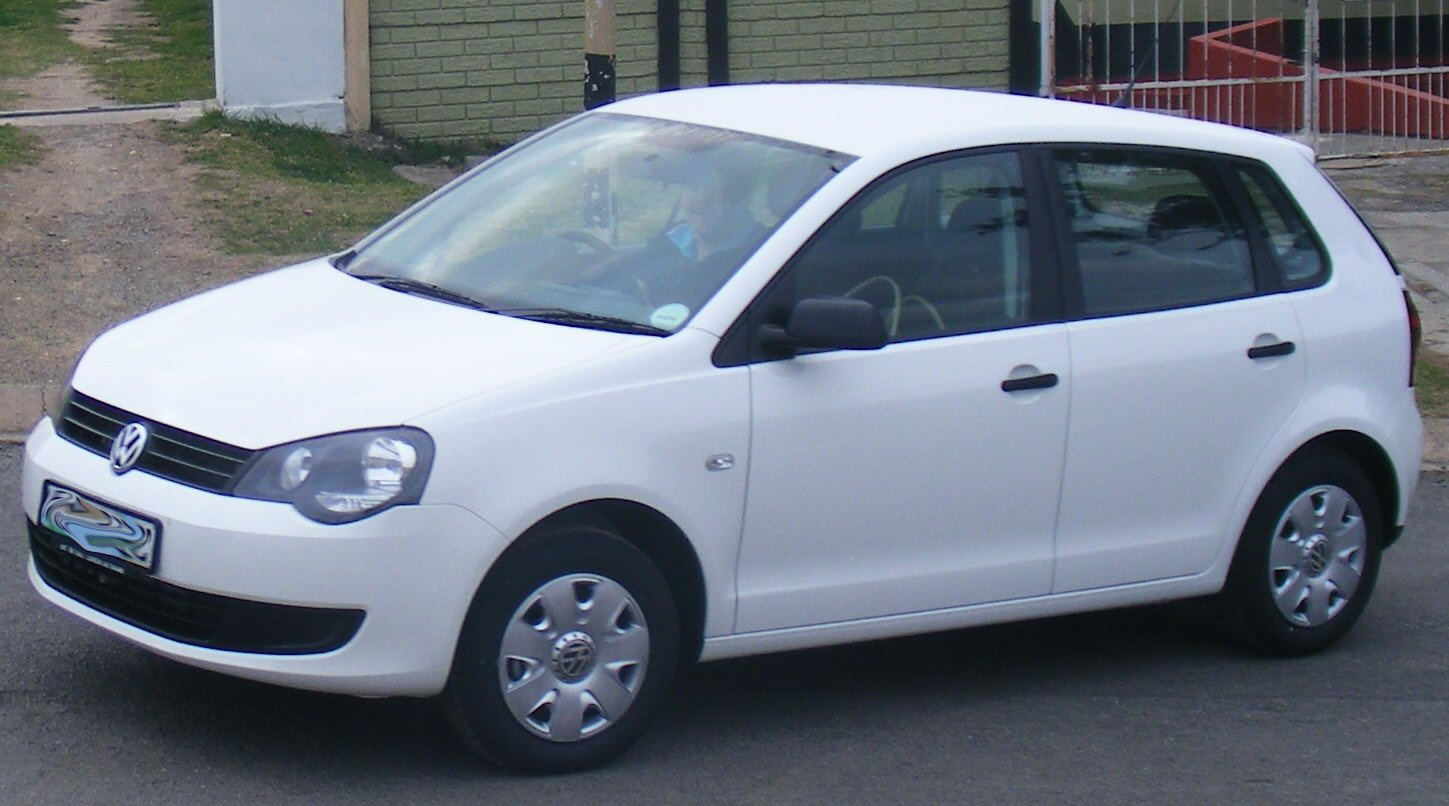
Volkswagen Polo Vivo (2016—...)

Cooper Motor Corporation була заснована в 1912 році Клементом Хіртцелем під назвою Nairobi Motor Garage в Найробі.
Складання автомобілів почалося в 1974 році з новим Volkswagen Golf. У середині 1990-x років почали складатись Volkswagen Santana, Volkswagen Jetta і Volkswagen Transporter.
General Motors East Africa (GMEA) розташований в Найробі, Кенія скдадає широкий спектр вантажних автомобілів і автобусів Isuzu в тому числі популярної Isuzu N-серії (універсальний легкий комерційний автомобіль), TF-серії (пікапи) і автобусні шасі Isuzu. Сформований в 1975 році, завод GMEA є найбільшим складальником комерційних автомобілів в регіоні і експортує їх на схід в країни Центральної Африки, включаючи такі країни як Уганда, Танзанія, Малаві, Руанда і Бурунді.
Автомобільна промисловість в Кенії в основному бере участь в складанні, роздрібній торгівлі та розподілі автотранспортних засобів. В країні є цілий ряд діючих автомобільних дилерів. Кенія в даний час намагається повністю будувати свої власні автомобілі. 
Дилери стикаються з інтенсивною конкуренцією з боку імпортованих уживаних автомобілів, в основному з Японії та Об'єднаних Арабських Еміратів. Інша проблема полягає в тому, що більший попит існує на уживані автомобілі, а не на нові, оскільки Кенія є країною з низьким рівнем доходів. Таким чином, компанія Mobius Motors була створена для того, щоб забезпечити автомобілів з низькою вартістю приблизно в КЕС. 523,000 (6,000 доларів США).

## Виробники
- AVA-Associated Vehicle Assemblers Ltd (Toyota East Africa/Toyota Kenya Ltd (TKL))
- Cooper Motor Corporation-Volkswagen
- GMEA-General Motors East Africa
- KVM-Kenya Vehicle Manufacturers  (Hyundai Motor Corp)